# Sävast Allmänna Idrottsförening
O Sävast AIF é um clube de futebol da Suécia. Sua sede fica localizada em Boden.